# Kaunerberg
Kaunerberg è un comune austriaco di 425 abitanti nel distretto di Landeck, in Tirolo.